# Nigeria International 2013
Die Nigeria International 2013 im Badminton fanden vom 24. bis zum 27. Oktober 2013 in Abuja statt.

## Sieger und Platzierte
| Disziplin    | Gold                                              | Silber                                     | Bronze                            |
| ------------ | ------------------------------------------------- | ------------------------------------------ | --------------------------------- |
| Herreneinzel | Jinkan Ifraimu                                    | Joseph Abah Eneojo                         | Clement Krobakpo                  |
| Herreneinzel | Jinkan Ifraimu                                    | Joseph Abah Eneojo                         | Victor Makanju                    |
| Dameneinzel  | Fatima Azeez                                      | Tosin Damilola Atolagbe                    | Ketu Ilofuan                      |
| Dameneinzel  | Fatima Azeez                                      | Tosin Damilola Atolagbe                    | Dorcas Ajoke Adesokan             |
| Herrendoppel | Jinkan Ifraimu Ola Fagbemi                        | Joseph Abah Eneojo Victor Makanju          | Gideon Babalola Clement Krobakpo  |
| Herrendoppel | Jinkan Ifraimu Ola Fagbemi                        | Joseph Abah Eneojo Victor Makanju          | Edicha Ocholi Ibrahim Adamu       |
| Damendoppel  | Augustina Ebhomien Sunday Uchechukwu Deborah Ukeh | Tosin Damilola Atolagbe Fatima Azeez       | Funke Adegbite Zainab Momoh       |
| Damendoppel  | Augustina Ebhomien Sunday Uchechukwu Deborah Ukeh | Tosin Damilola Atolagbe Fatima Azeez       | Ketu Ilofuan Maria Braimoh        |
| Mixed        | Ola Fagbemi Dorcas Ajoke Adesokan                 | Joseph Abah Eneojo Tosin Damilola Atolagbe | Daniel Sam Stella Koteikai Amasah |
| Mixed        | Ola Fagbemi Dorcas Ajoke Adesokan                 | Joseph Abah Eneojo Tosin Damilola Atolagbe | Edicha Ocholi Zainab Momoh        |